# باتريك فوليتي
باتريك فوليتي, حارس كرة قدم سويسري سابق, يعمل حالياً كمدرب حارس المرمى لـمنتخب سويسرا لكرة القدم. ولد في 27 مايو عام 1974.

## مسيرته كلاعب
بدأ باتريك مسيرته في نادي ميندريسيو السويسري (FC Mendrisio) قبل الانتقال إلى نادي غراسهوبر زيوريخ, حيث كان بديلاً. خلال تلك الفترة, شارك باتريك في 3 مباريات في دوري أبطال أوروبا في 1995.
انتقل إلى نادي شافهاوزن في عام 1997, و من ثمّ إلى نادي لوزيرن عام 1999, حيث كان مبتدئاً. انتقل إلى ديربي كاونتي لِنقص في حراس المرمى عام 2002, حيث ظهر في مباريتين: الأولى بعد إصابة أندي اوكيس في مباراة فازوا بها بثلاثة أهداف مقابل لا هدف من ليستر سيتي, و المرة الثانية في مباراة بعد مرور شهر ضد نادي إيفرتون و اللتي خسروا فيها بثلاثة أهداف مقابل أربعة.
عاد فوليتي إلى سويسرا في الموسم التالي, حيث التحق بـنادي كرينز إلى حين تقاعده عام 2007.

## مسيرته في التدريب
عمل كمدرب حارس مرمى بعد تقاعده, كان نادي لوزيرن أول نادي درّب فيه عام 2007, و انتقل إلى نادي غراسهوبر زيوريخ في العام التالي حتى عام 2011, حيث أصبح مدربَ حارس المرمى في منتخب سويسرا. 